# .hk
.hkは、香港の国別コードトップレベルドメイン (ccTLD) である。
イギリスの植民地であった1990年に導入された。1997年に中華人民共和国への返還が行われてその一部となったが、過渡的な一国二制度の政策により、本土のTLDである.cnとは別のTLDを使い続けることが許されている。
Hong Kong Internet Registration Corporation (HKIRC) が、.hkドメインの管理を行うことを香港政府によって支持された唯一の組織である。HKIRCは非営利で、法令によって設立されたものではない会員制の団体で、2001年に設立された。
1990年から2002年までは、 Joint Universities Computer Centre（大学連合コンピュータセンター）が.hkドメインを管理していた。2002年、香港政府による了解覚書によって、HKIRCが.hkの管理を引き継いだ。Hong Kong Domain Name Registration Corporation Limited（HKDNR。HKIRCの全額出資子会社）が登録サービスの管理を行っている。.hkドメインは第2レベルと第3レベルのどちらにも登録ができる。
2010年6月25日、ICANNはHKIRCによって申請されていた国際化国別コードトップレベルドメイン.香港（繁体字・簡体字とも同じ。Punycode: .xn--j6w193g）を承認した This TLD was added to the DNS in July 2010。.香港ドメインの優先登録仮受付は2011年2月22日に始まった。最初の .香港 ドメインは2011年3月23日に有効になった。香港 ドメインの一般受付は2011年5月31日から行われている。

## ドメインの種類
英語のドメイン名は漢字を一切含んではならないが、中国語のドメイン名は少なくとも1つの漢字を含まなければならない。すべてのドメイン名は、英字、アラビア数字 (0-9)、ハイフンを含むことができる。
| 英語のドメイン名 | 中国語のドメイン名 | 中国語のドメイン名 | 資格のある申込者                               |
| ---------------- | ------------------ | ------------------ | ---------------------------------------------- |
| .hk              | .hk                | .香港              | 国内外の個人・団体                             |
| .com.hk          | .公司.hk           | .公司.香港         | 香港で登記した営利組織                         |
| .org.hk          | .組織.hk           | .組織.香港         | 香港で登記し香港政府に許可された非営利組織     |
| .net.hk          | .網絡.hk           | .網絡.香港         | 電訊管理局に許可されたネットワークプロバイダー |
| .edu.hk          | .教育.hk           | .教育.香港         | 香港の教育機関・学校                           |
| .gov.hk          | .政府.hk           | .政府.香港         | 香港政府の組織                                 |
| .idv.hk          | .個人.hk           | .個人.香港         | 香港身分証を有する11歳以上の者                 |